# 冬菜

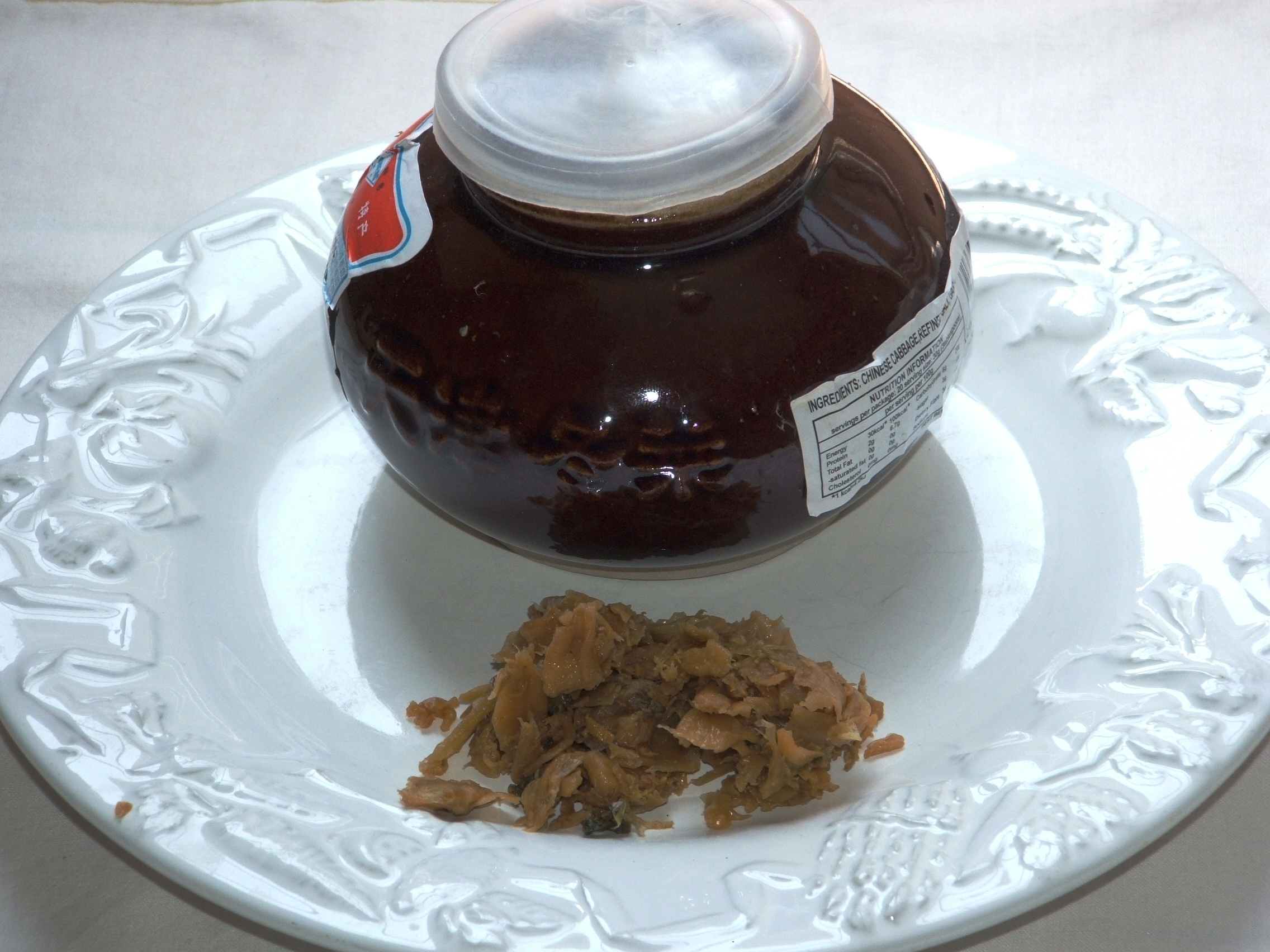
天津冬菜

冬菜為中國傳統醃菜，以大白菜、食盐水、蒜為主要材料。以天津、四川南充、潮汕地都出產者最有名。使用蒜的又称荤冬菜，对应未加蒜的素冬菜。
常用於調劑清淡菜式，而非像泡菜或酸菜作日常食用。天津冬菜家庭制作1斤成品需3斤白菜，3两蒜，2两盐。将白菜风干晾晒脱水至1斤左右，切碎，加盐、蒜末拌匀，继续脱水至成品。富含鲜味成分，是天津式馄饨、潮汕砂锅粥和很多汤菜的必备辅料。